# 김성현 (1963년)
김성현(金成炫, 1963년 8월 21일 ~ )은 전 KBO 리그 롯데 자이언츠, 삼성 라이온즈, 쌍방울 레이더스의 포수이다. 
1988년 말 김시진을 상대로 한 최동원과의 트레이드 때 롯데에서 삼성으로 이적했으며, 삼성 라이온즈에서는 이만수의 백업 포수로 출장했으나  이만수가 1993년에 지명타자 겸 포수, 다음 해부터 1루수로 포지션을 바꾸자  1993년부터는 같은 해 6월 빙그레 이글스에서 이상목과의 맞트레이드로 이적한 박선일과 함께 포수 자리를 번갈아 맡았는데 1995년 말 부임하여 늙은 선수들을 좋아하지 않는 백인천 감독에 의해 설 자리를 잃어  쌍방울이 1996년 10월 31일 개최된 97 드래프트에서 2차 지명한 정회선의 지명권을 삼성에 양도하는 조건으로 이종두와 함께 정회선의 보상선수 형식으로 쌍방울 유니폼을 입었다. 
은퇴 후 한동안 현장을 떠났다가 1999년 말 김준환 감독 대행이 쌍방울 레이더스 정식 감독으로 부임한 과정에서  쌍방울 배터리코치로 부임했으나 팀이 2000년 1월 해체된 후 새로 창단된 SK 와이번스에서 코칭스태프를 맡아 지도자 생활을 시작했는데 강병철 감독이 SK 초대 감독으로 부임하면서  그 해  말 단행된 '쌍방울 색 지우기' 프로젝트에 따라 팀을 떠나 한동안 현장 복귀와 거리가 멀어졌으며 이외에도 1999년 말 김준환 감독 대행이 쌍방울 레이더스 정식 감독으로 부임한 과정에서 코치로 부임했지만  팀이 2000년 1월 해체된 뒤 새로 창단된 SK 와이번스에서 코칭스태프를 역임한 함학수 박철우 이건열 코치와  강병철 감독이 SK 초대 감독으로 부임하면서 이 팀 수석코치를 맡은 김준환 코치가 2000년 말 '쌍방울 색 지우기' 프로젝트에 따라 팀을 떠나야 했으며 이들 뿐 아니라  기존 쌍방울 레이더스 코치 출신인 박상열 김만후 코치가 해고됐고 이외에도 쌍방울에서 그대로 받은 선수들 위주로 대대적인 구조 정리가 단행됐다.
이후, 고향 팀인  롯데 자이언츠에서 배터리 코치를 역임했고 개성고등학교에서 배터리 코치로 일하다가 2013 시즌 후 다시 롯데 자이언츠로 돌아와 배터리 코치로 재임했다.
한편, 1989년 역대 포수 최다 3루타 기록을 세웠으나 1993년 OB 베어스 박현영이 5개로 타이를 이뤘지만 2019년 8월 16일 두산 베어스 박세혁이 6번째 3루타를 쳐 신기록을 세웠다.

## 학력
- 대연초등학교
- 초량중학교
- 부산고등학교
- 연세대학교

## 통산 성적
| 연도 | 팀명   | 타율  | 경기 | 타수 | 득점 | 안타 | 2루타 | 3루타 | 홈런 | 루타 | 타점 | 도루 | 도실 | 볼넷 | 사구 | 삼진 | 병살 | 실책 |
| ---- | ------ | ----- | ---- | ---- | ---- | ---- | ----- | ----- | ---- | ---- | ---- | ---- | ---- | ---- | ---- | ---- | ---- | ---- |
| 1986 | 롯데   | 0.191 | 39   | 47   | 7    | 9    | 1     | 1     | 1    | 15   | 4    | 0    | 0    | 8    | 0    | 10   | 2    | 0    |
| 1988 | 롯데   | 0.219 | 15   | 32   | 5    | 7    | 0     | 0     | 0    | 7    | 1    | 1    | 0    | 5    | 0    | 4    | 1    | 0    |
| 1989 | 삼성   | 0.313 | 48   | 80   | 13   | 25   | 4     | 5     | 2    | 45   | 21   | 7    | 3    | 7    | 2    | 22   | 1    | 4    |
| 1992 | 삼성   | 0.270 | 56   | 152  | 16   | 41   | 3     | 2     | 3    | 57   | 26   | 3    | 3    | 8    | 3    | 27   | 5    | 4    |
| 1993 | 삼성   | 0.270 | 100  | 296  | 27   | 80   | 8     | 1     | 11   | 123  | 45   | 0    | 2    | 18   | 2    | 43   | 9    | 5    |
| 1994 | 삼성   | 0.276 | 101  | 250  | 26   | 69   | 10    | 1     | 5    | 96   | 30   | 2    | 3    | 18   | 1    | 23   | 7    | 9    |
| 1995 | 삼성   | 0.273 | 99   | 227  | 22   | 62   | 11    | 1     | 7    | 96   | 36   | 2    | 1    | 15   | 4    | 43   | 7    | 3    |
| 1996 | 삼성   | 0.178 | 45   | 107  | 11   | 19   | 5     | 0     | 2    | 30   | 5    | 0    | 1    | 13   | 2    | 24   | 4    | 5    |
| 1997 | 쌍방울 | 0.245 | 65   | 163  | 18   | 40   | 6     | 1     | 3    | 57   | 23   | 0    | 0    | 15   | 5    | 37   | 1    | 2    |
| 1998 | 쌍방울 | 0.213 | 54   | 136  | 11   | 29   | 1     | 0     | 1    | 33   | 8    | 1    | 0    | 11   | 1    | 31   | 2    | 3    |
| 통산 | 10시즌 | 0.256 | 622  | 1490 | 156  | 381  | 49    | 12    | 35   | 559  | 199  | 16   | 13   | 118  | 20   | 264  | 39   | 35   |

1. ↑  이봉현 (1993년 4월 6일). “노장야구 언제나'오늘'”. 한겨레신문. 2020년 8월 7일에 확인함.
2. ↑  이석무 (2006년 1월 26일). “프로야구의 '트레이드 성공작 라인업'”. 마이데일리. 2020년 8월 7일에 확인함.
3. ↑  최두성 (2012년 4월 9일). “[with라이온즈열정의30년] (33) 1997년과 백인천 감독”. 매일신문. 2020년 8월 7일에 확인함.
4. ↑  연합 (1996년 10월 31일). “<프로야구> 쌍방울.삼성,2-1 트레이드”. 연합뉴스. 2019년 4월 29일에 확인함.
5. ↑  백기곤 (1999년 12월 9일). “김준환감독등 코치진 확정 쌍방울레이더스”. 전북일보. 2020년 8월 7일에 확인함.[깨진 링크(과거 내용 찾기)]
6. ↑  천병혁 (2000년 10월 19일). “<프로야구소식> SK, 코칭스태프 대개편”. 연합뉴스. 2020년 8월 7일에 확인함.
7. ↑  백기곤 (1999년 12월 9일). “김준환감독등 코치진 확정 쌍방울레이더스”. 전북일보. 2020년 8월 7일에 확인함.[깨진 링크(과거 내용 찾기)]
8. ↑  천병혁 (2000년 10월 19일). “<프로야구소식> SK, 코칭스태프 대개편”. 연합뉴스. 2020년 8월 7일에 확인함.
9. ↑  길준영 (2019년 8월 16일). “‘포수 한 시즌 최다 3루타’ 박세혁 “더 많이 치고 달리겠다”[생생 인터뷰]”. OSEN. 2019년 8월 25일에 확인함.